# Mistrzostwa NCAA Division I w Zapasach w 1948
Mistrzostwa NCAA Division I w zapasach rozgrywane były w Bethlehem w dniach 19–20 marca 1948 roku. Zawody odbyły się w Taylor Gymnasium, na terenie Lehigh University.
- Outstanding Wrestler – Bill Koll

## Wyniki

### Drużynowo
| Kolejność | Szkoła                    | Zespół          |
| --------- | ------------------------- | --------------- |
| 1.        | Oklahoma State University | Cowboys         |
| 2.        | Michigan State University | Spartans        |
| 3.        | University of Illinois    | Fighting Illini |
| 4.        | Purdue University         | Boilermakers    |
| 4.        | Northern Iowa             | Panthers        |
| 4.        | University of Iowa        | Hawkeyes        |

### All American

#### 114 lb
| Lp. | Zawodnik          | Szkoła         |
| --- | ----------------- | -------------- |
| 1.  | Arnold Plaza      | Purdue         |
| 2.  | William Mann      | Illinois       |
| 3.  | Billy Jernigan    | Oklahoma State |
| 4.  | Steve DeAugustino | Lock Haven     |

#### 125 lb
| Lp. | Zawodnik      | Szkoła         |
| --- | ------------- | -------------- |
| 1.  | George Lewis  | Waynesburg     |
| 2.  | Rometo Macias | Iowa           |
| 3.  | Paul McDaniel | Oklahoma State |
| 4.  | Gene McDonald | Michigan State |

#### 136 lb
| Lp. | Zawodnik       | Szkoła         |
| --- | -------------- | -------------- |
| 1.  | Dick Dickenson | Michigan State |
| 2.  | Nathan Bauer   | Oklahoma State |
| 3.  | Tony Verga     | Lock Haven     |
| 4.  | Joe Garcia     | Illinois       |

#### 147 lb
| Lp. | Zawodnik      | Szkoła         |
| --- | ------------- | -------------- |
| 1.  | Bill Koll     | Northern Iowa  |
| 2.  | John Fletcher | Navy           |
| 3.  | Newton Copple | Nebraska       |
| 4.  | Don Anderson  | Michigan State |

#### 160 lb
| Lp. | Zawodnik      | Szkoła         |
| --- | ------------- | -------------- |
| 1.  | Jack St.Clair | Oklahoma State |
| 2.  | Gale Mikles   | Michigan State |
| 3.  | Don Mullison  | Colorado State |
| 4.  | Don Thomas    | Waynesburg     |

#### 174 lb
| Lp. | Zawodnik         | Szkoła     |
| --- | ---------------- | ---------- |
| 1.  | Glen Brand       | Iowa State |
| 2.  | Waldemar VanCott | Purdue     |
| 3.  | Joe Scarpello    | Iowa       |
| 4.  | Gilbert Gaumer   | Illinois   |

#### 191 lb
| Lp. | Zawodnik          | Szkoła        |
| --- | ----------------- | ------------- |
| 1.  | Verne Gagne       | Minnesota     |
| 2.  | Charles Gottfried | Illinois      |
| 3.  | Bob Geigel        | Iowa          |
| 4.  | Leroy Alitz       | Northern Iowa |

#### Open
| Lp. | Zawodnik       | Szkoła         |
| --- | -------------- | -------------- |
| 1.  | Dick Hutton    | Oklahoma State |
| 2.  | Bob Maldegan   | Michigan State |
| 3.  | Thurman McGraw | Colorado State |
| 4.  | Arthur Archer  | Illinois       |